# Медведев, Григорий Васильевич
Медве́дев, Григо́рий Васи́льевич  (род. 31 декабря 1983, Петрозаводск) — русский поэт, редактор и  журналист.

## Биография
Родился в Петрозаводске, провел детство в Тульской области, в 2001 году переехал в Москву. Учился на факультете журналистики Московского государственного университета и в Литературном институте имени А. М. Горького.
Публиковался в журналах «Дети Ра», «Знамя», «Новый мир», «Октябрь».
Участник лонг-листа премии «Дебют» (2011), лауреат литературной премии «Лицей» (2017) и премии «Звездный билет» в номинации «Литература» (2017). В качестве одного из лауреатов премии «Лицей» был представлен в изданном «Редакцией Елены Шубиной» сборнике «Лицей 2017. Первый выпуск». Лауреат Международного Волошинского конкурса (2023).

## Критика
Григорий Медведев — один из шести русских поэтов, родившихся в 1980-е годы и выделяемых литературным критиком Артёмом Скворцовым наравне с Алексеем Порвиным, Марией Марковой, Владимиром Кочневым, Алексеем Кудряковым и Денисом Безносовым. Отметив внешнюю простоту и определённый интерес к социальным проблемам в творчестве поэта, наряду со способностью подняться над ситуацией, взглянуть на провинциальный российский быт под непривычным углом, критик пишет:

«…из своего поколения Медведев едва ли не единственный, кто неподражательно воспринял сложный художественный опыт Олега Чухонцева — некоторые тексты автора по духу близки чухонцевским, особенно ранним. Это проявляется как в точности и одновременно многосмысленности слова, так и во внимании к деталям и реалиям: сохраняя узнаваемость и правдоподобие, они не превращают поэзию в сухую фактографию»— Артём Скворцов, «Арион», 2015
Откликаясь на получение в 2017 году Медведевым третьей премии «Лицей» в номинации «Поэзия», отметили обращение поэта к социальным, бытовым и историческим темам поэт и критик Юрий Баранов в Литературной газете и Майя Кучерская в Ведомостях. Первый выразил сожаление, что Григорий занял только третье место, а вторая отметила перекличку с Лианозовской школой в его творчестве.
Делая обзор вышедшего по итогу конкурса сборника Павел Басинский пишет:

«Стихи камерные. Поэзия дома, двора, школьной парты, семейного стола… „Удобное мироустройство“, как пишет поэт. Почему-то вместе вспоминаются Сергей Есенин и Осип Мандельштам, которых, кстати, напрасно противопоставляют. Мир, из которого всегда что-то уходит, но и всегда самое важное остается».— Павел Басинский, Российская газета, 2017
Поэт и критик Борис Кутенков в Новой Юности, отмечает достаточно отчётливую «литературную составляющую» стихов Медведева. Обратив внимание на строчку поэта «я котёнок с улицы Мандельштама», он пишет:

«Однако мандельштамовской линии здесь не просматривается: Медведев в стихах — наследник Бориса Слуцкого. <…> По отношению к Слуцкому стихи Медведева выглядят палимпсестом, где по той же поверхности выводится иное содержание: не „разговор с позиции силы“ (Д. Быков о Слуцком), но опыт бедного детства стандартного подростка, с вынужденно тривиальным житейским опытом и узнаваемыми драмами».— Борис Кутенков, «Новая Юность», 2017.

## Премии и награды
- Лонг-лист премии «Дебют»[2] (2011)
- Третье место литературной премии «Лицей»[11][3][12][8] (2017)
- Премия «Звёздный билет» в номинации «Литература»[4] (2017)
- Лауреат Международного Волошинского конкурса[6] (2023)